# Heinsberg
Heinsberg ist die namensgebende Kreisstadt des Kreises Heinsberg, des westlichsten Kreises Deutschlands, und liegt im Regierungsbezirk Köln des Landes Nordrhein-Westfalen.

## Geografie

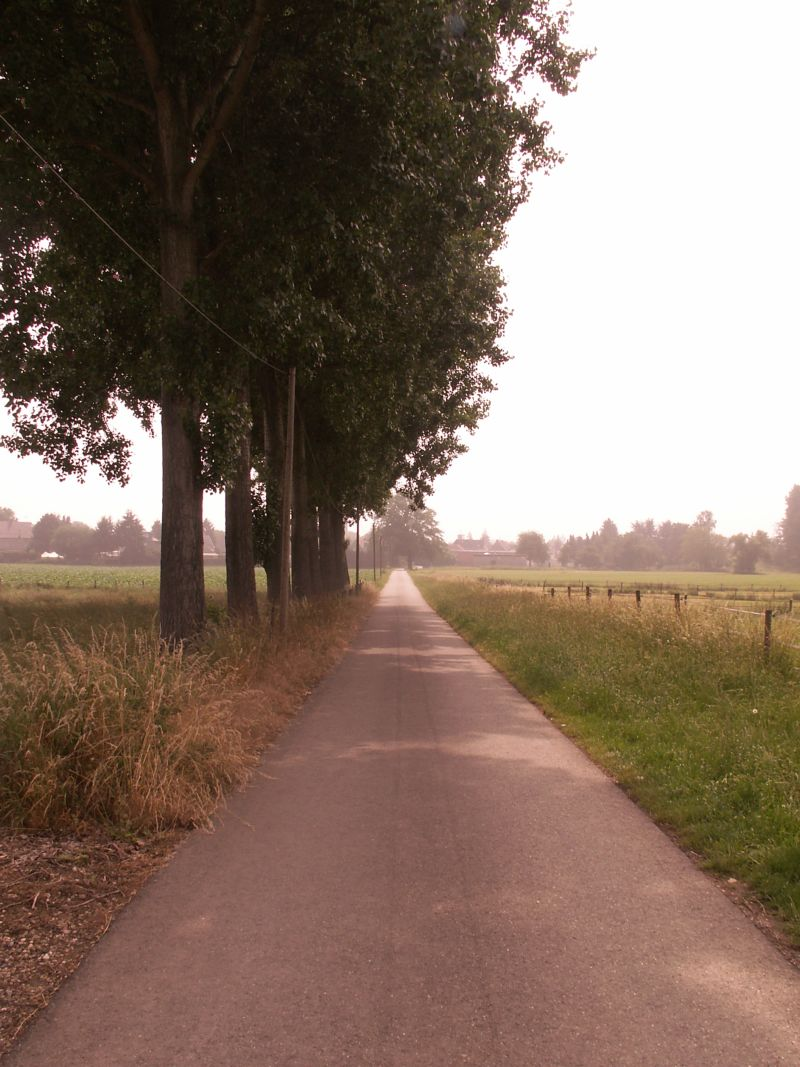
Im Heinsberger Land

Heinsberg liegt rund 32 km südwestlich von Mönchengladbach und etwa 35 km nördlich von Aachen am südwestlichen Rand des Rurtales, das sich hier trichterförmig in Richtung zu den Niederlanden weitet. Die Rur ist auf mehreren Kilometern nordöstliche Stadtgrenze zu den Nachbarstädten Hückelhoven und Wassenberg, bevor sie in der Nähe des Ortsteiles Karken über die Staatsgrenze in die Niederlande fließt. Durch das Stadtgebiet zieht auch die bei Kempen in die Rur mündende Wurm. Der höchste Punkt des Stadtgebiets mit 85 m ü. NN befindet sich südlich von Straeten an der Stadtgrenze zu Geilenkirchen, der niedrigste mit 28 m ü. NN nördlich von Karken an der niederländischen Grenze.

### Geologie
Die heutige Form des Heinsberger Lands wurde zum größten Teil im Pleistozän und Holozän geprägt. Die Böden bestehen vor allem aus Maas- und Rheinschotter, in den oberen Bodenschichten dominiert Rheingeröll. Später wurde Löß angeweht, der sich als schwachwellige Decke ablagerte. Westlich der Wurm ist der Löß meist zu Schotterlehm umgewandelt. Erosion längs kleiner Flussläufe formte das heutige Bodenrelief. Nahe der Grenze zu den Niederlanden im Westen verläuft eine geologische Verwerfung. Von dieser Störungslinie aus sind Erdschollen in Staffeln nach Nordosten zur Rur hin abgesunken. Der Schollenneigung folgt die Wurm. Das Stadtgebiet hat im Nordosten Anteil am Rurtal, das hier aus Lehm- und Schlickflächen mit darunterliegendem Kies besteht, und im Südwesten an der Geilenkirchener Lehmplatte.
Der im Tertiär entstandene Rurgraben, in dem im Stadtgebiet die Rur fließt, ist Teil einer der geologisch und tektonisch aktivsten Regionen Deutschlands. Die Rurrandverwerfung ist Grenze zwischen zwei Großschollen, nämlich der Rurscholle im Westen und der Venloer Scholle im Osten, und eine der Hauptverwerfungen der Niederrheinischen Bucht. Die Bewegung der Erdschollen führt immer wieder zu Erdbeben, das schwerste in jüngerer Zeit fand am 13. April 1992 statt mit Zentrum in Herkenbosch, Gemeinde Roerdalen, in den Niederlanden. Seine Stärke von 5,9 auf der Richterskala übertraf die aller anderen Erdbeben in Mitteleuropa seit dem Erdbeben bei Düren 1756.

### Gewässer

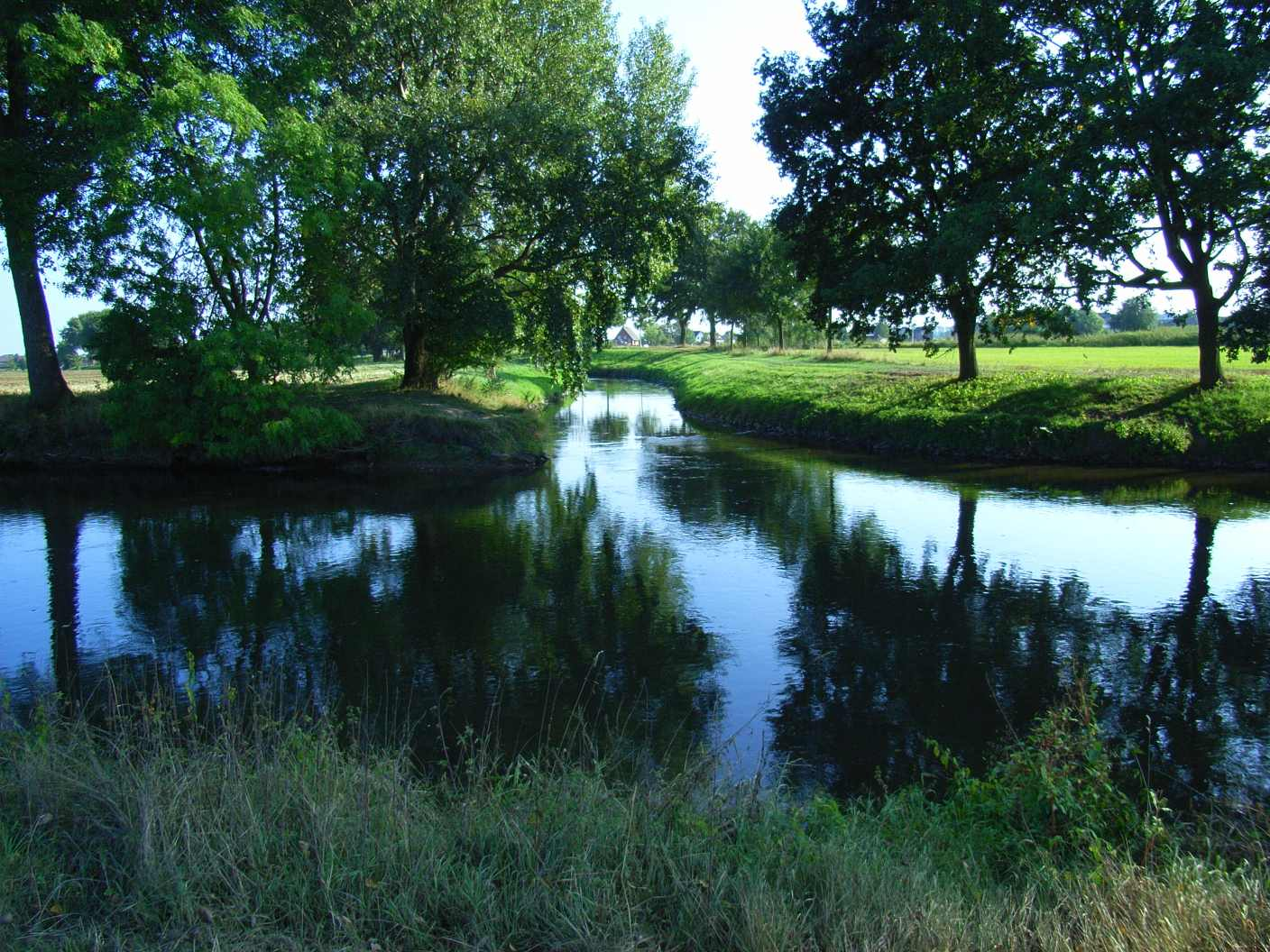
Mündung der Wurm in die Rur bei Kempen

Neben Rur und Wurm fließt der Liecker Bach, auch Stadtbach genannt, durch Heinsberg. Sein Quellgebiet liegt bei Oberlieck westlich von Heinsberg, im weiteren Verlauf wird er auch von Quellen nahe dem Klosterhof gespeist. Das im weiteren Verlauf Junge Wurm genannte Gewässer teilt sich zwischen Kempen und Karken in zwei Bachläufe auf. Der rechte Teil fließt in nordnordöstlicher Richtung zur Rur, in die er weniger als einen Kilometer östlich von Karken mündet. Der linke Mühlenbach dagegen fließt am Ostrand von Karken nordnordwestlich parallel zur Rur, vereinigt sich nördlich von Karken an der Wolfhagermühle mit dem Schaafbach, der weiter talab auf niederländischem Gebiet südlich von Vlodrop ebenfalls von links die Rur erreicht.
Der Vongelaaker Bach entspringt im ehemaligen Bruchgelände zwischen Heinsberg und Schafhausen. Er mündet bei Theberath in die Junge Wurm, nach Grundwasserabsenkungen führt er heute kaum noch Wasser.
Bis zum Zweiten Weltkrieg zog durch Heinsberg und seine Innenstadt der Mühlenbach, auch Junge Wurm oder Kleine Wurm genannt, ein im Mittelalter angelegter linksseitiger Kanal, der wurmaufwärts bei Randerath von der Wurm abzweigte. Er zog dann am linken Hangfuß des Wurmtales über Horst, Porselen, Dremmen und Schafhausen in Richtung Heinsberg und trieb mit 26 Metern Gesamtgefälle zwischen Randerath und Karken ein Dutzend Wassermühlen an. Zwischen Schafhausen und Heinsberg verlief er nach der Tranchotschen Kartenaufnahme aus den ersten Jahrzehnten des 19. Jahrhunderts unmittelbar unterhalb des Steilhanges Klevchen und speiste östlich des Kirchberges eine Mühle, die im zwischen den heutigen Straßen Im Klevchen und Schafhausener Straße lag. Sodann trat er zwischen Burgberg und heutiger evangelischer Kirche in das befestigte Stadtgebiet ein, folgte der Josefstraße und trieb danach die ab 1307 urkundlich belegte, der Ecke Josefstraße/Hochstraße gegenüberliegende Stadtmühle an. 1905 wurden deren Stauwerke beseitigt. Unterhalb der Stadtmühle durchquerte die Junge Wurm den Stadtbereich zwischen Apfelstraße und Hochstraße und verließ dann westlich der Ecke Liecker Straße/Stiftsstraße die Stadt in Richtung Norden. Die Bombenangriffe im letzten Weltkrieg zerstörten das Kanalbett im Stadtkern; es ist nicht wieder instand gesetzt worden.
Der Teichbach, auch Erlenbach genannt, ein Mühlenteich, wird bei Linnich aus der Rur abgeleitet, verläuft ein Stück weit am nordöstlichen Rand des heutigen Stadtgebietes entlang und mündet bei Bleckden an der Schanz (Oberbruch) wieder in die Rur.

### Nachbargemeinden
Folgende Städte und Gemeinden grenzen an die Stadt Heinsberg, genannt im Uhrzeigersinn:
Wassenberg, Hückelhoven, Geilenkirchen, Gangelt, Waldfeucht (alle Kreis Heinsberg) und Gemeente Roerdalen (Provinz Limburg).

### Stadtgliederung
Seit der zum 1. Januar 1972 erfolgten kommunalen Neugliederung umfasst die Stadt Heinsberg neben Heinsberg selbst die Ortsteile Aphoven, Baumen, Berg, Bleckden, Boverath, Donselen, Dorath, Dremmen, Erpen, Eschweiler, Grebben, Heinsberg, Herb, Himmerich, Horst, Hülhoven, Karken, Kempen, Kirchhoven, Laffeld, Lieck, Oberlieck, Oberbruch, Porselen, Pütt, Randerath, Schafhausen, Scheifendahl, Schleiden, Straeten, Uetterath, Unterbruch, Vinn und Waldenrath.

### Stadtbezirke
Stadtbezirke von Heinsberg gemäß der Hauptsatzung sind:
- Aphoven/Laffeld
- Dremmen
- Heinsberg
- Karken
- Kempen
- Kirchhoven
- Lieck
- Oberbruch
- Porselen / Horst
- Randerath
- Schafhausen
- Unterbruch
- Waldenrath

## Geschichte
Nach dem Zweiten Weltkrieg fand man etwa 100 cm unter dem heutigen Verlauf der Hochstraße eine Römerstraße, die anhand von Münzfunden auf 98–117 n. Chr. datiert werden konnte.
Bei Ausgrabungen in der Propsteikirche fand man Gräber aus der vorfränkischen Zeit, die einen Anhaltspunkt für den Zeitpunkt der ersten Besiedlung Heinsbergs bieten. Ihr Zentrum lag wohl zunächst im Bereich des heutigen Burg- und Kirchberges. Dieses Areal zählt zu den größten heute noch erhaltenen Motten des Rheinlandes. Ein natürlicher, sich am Rande des Rurtales erhebender Geländesporn wurde durch zweifache Abgrabung unterteilt, nämlich in den Burgberg und den Kirchberg. Der Burgberg dürfte außerdem noch wesentlich erhöht worden sein. Die Herren von Heinsberg errichteten auf dem Burgberg ihren Sitz, eine Randhausburg. Ein künstlich angelegter Graben trennte von der Hauptburg die Vorburg, auf ihrem Terrain errichtete man die Pfarr- und spätere Stiftskirche St. Gangolf.
Als erster der Herren von Heinsberg wird Goswin I. angesehen, der ab 1085 als solcher erwähnt ist. Er hatte außer der über Heinsberg auch noch die Herrschaft Valkenburg östlich von Maastricht inne und war verheiratet mit Oda von Walbeck, die das Heinsberger Gangolfus-Stift gründete. Goswin II., Sohn der Vorgenannten, stiftete das Prämonstratenserkloster zu Heinsberg. Er hatte jahrelang die Reichslehen Gangelt und Richterich in Besitz, die ihm König Konrad III. aber entzog. Goswin verweigerte jedoch die Herausgabe, woraufhin Herzog Heinrich von Limburg im Jahr 1144 auf Befehl des Königs Heinsberg zerstörte.

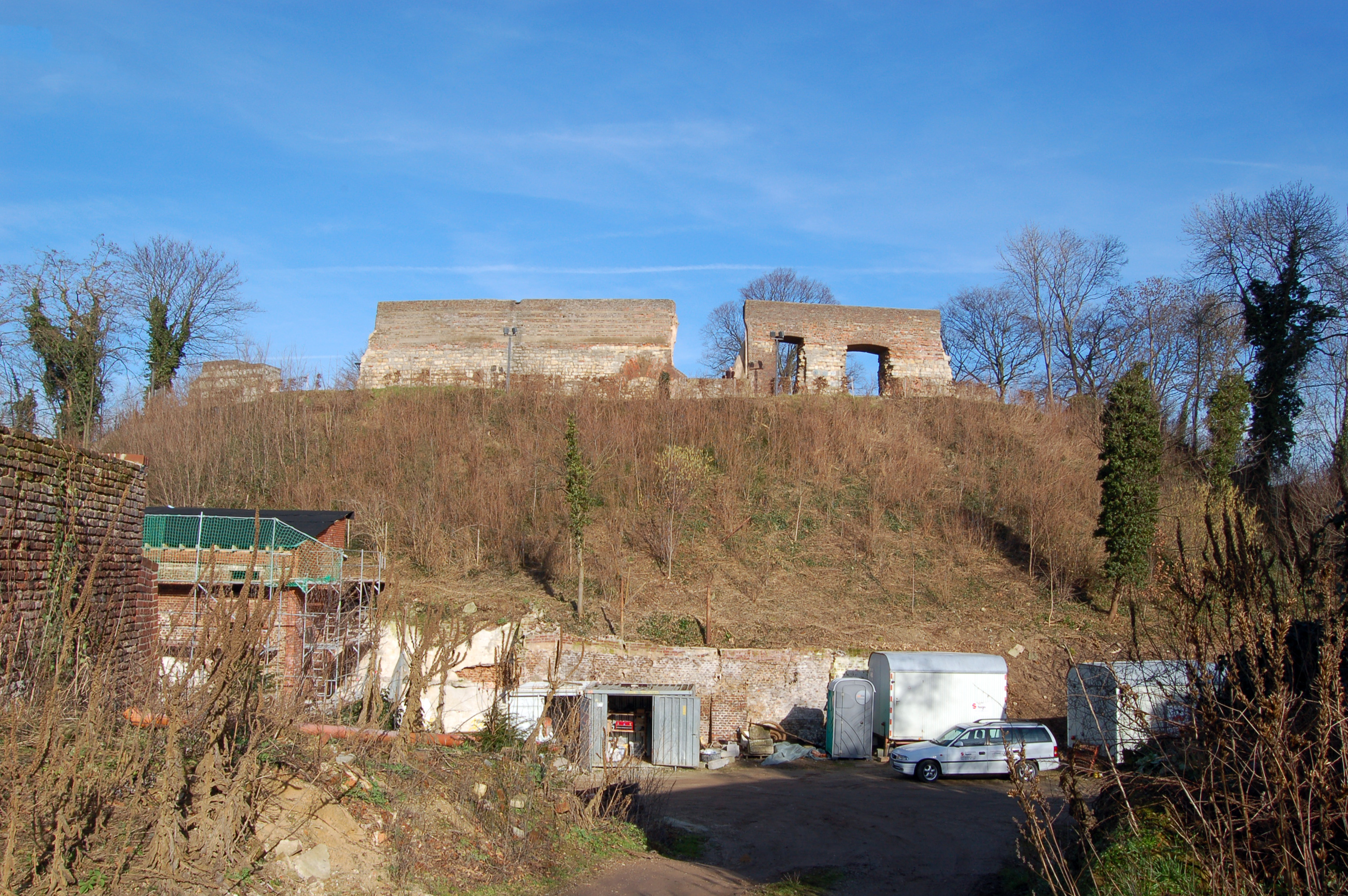
Der Burgberg in Heinsberg, im Februar 2011 vom Kirchberg aus gesehen. Die Bauarbeiten im Burggraben dienen dem Umbau des Hauses Lennartz zum Museumsgebäude.

Eine erste Erwähnung Heinsbergs als Stadt findet sich in einer Urkunde des Heinrich von Sponheim, Herr von Heinsberg, und seiner Ehefrau Agnes von Heinsberg aus dem Jahre 1255. Die Herren von Heinsberg konnten ihre Selbständigkeit durch Anlehnung an die jeweilige Vormacht am Niederrhein behaupten: bis 1288 (Schlacht bei Worringen) an Kurköln, danach an Brabant, ab 1371 (Schlacht bei Baesweiler) an Jülich und seit dem beginnenden 15. Jahrhundert an Brabant/Burgund.
Die Herren von Heinsberg starben mit Johann IV. im Jahre 1448 in männlicher Linie aus. Über seine Tochter Johanna, die 1456 Johann II. Graf von Nassau-Saarbrücken heiratete, und deren gemeinsame Tochter Elisabeth, die 1472 Wilhelm III.(IV.) Herzog von Jülich und Berg ehelichte, kam die Herrschaft Heinsberg an das Herzogtum Jülich-Berg. 1484 wurde das Gebiet als eigenes Amt dem Herzogtum einverleibt. Die Burg war danach Sitz der herzoglichen Verwaltung. 1543 nahmen kaiserlichen Truppen im Dritten Geldrischen Erbfolgekrieg Heinsberg ein und zerstörten Teile der Stadt.
Der große Stadtbrand im Jahre 1683 vernichtete die gesamte Unterstadt mitsamt dem Rathaus, das frei auf dem Marktplatz stand. Möglicherweise wurde die Burg in den sogenannten Raubkriegen Ludwigs XIV. Ende des 17. Jahrhunderts von französischen Truppen zerstört; schriftliche Belege hierfür liegen jedoch nicht vor.
Das Amt Heinsberg war gerichtlich in sechs Bezirke eingeteilt, sogenannte Dingstühle oder Schöffengerichte. Für sie war das Stadtgericht Heinsberg die nächsthöhere Instanz.
1794 drangen französischen Revolutionstruppen unter Führung von General Jourdan bis an die Rur vor, während die Österreicher zur Abwehr Posten auch in Heinsberg stationiert hatten. Am 2. Oktober 1794 vertrieb Brigadegeneral Bernadotte diese Besatzung aus der Stadt und führte seine Truppen weiter zwischen Oberbruch und Dremmen an die Rur zu, über die sie in der Nähe der Schanz eine Brücke schlugen. Heinsberg gelangte in der Folge wie das gesamte linke Rheinufer unter französische Herrschaft und wurde im Arrondissement Aachen des Département de la Roer Sitz der Mairie Heinsberg und eines Friedensgerichtes im gleichnamigen Kanton.

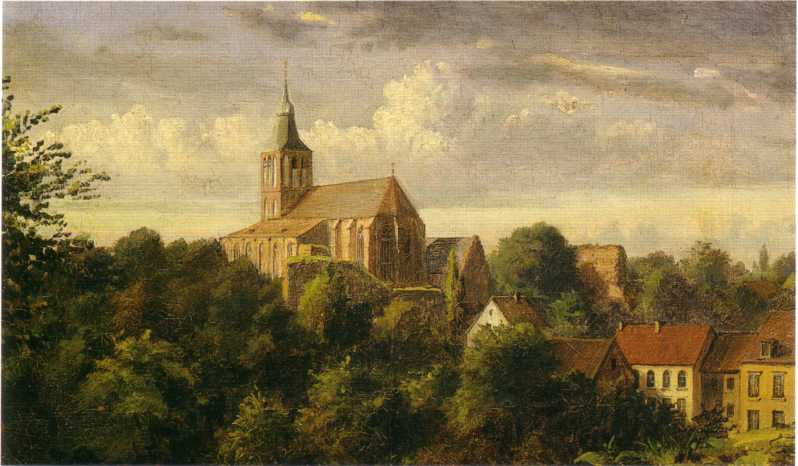
Heinsberg im 19. Jahrhundert, Ölgemälde von Oscar Begas

Nach den Befreiungskriegen gegen Napoleon und bei der Neuordnung Europas durch den Wiener Kongress (1815) kam die nunmehrige Bürgermeisterei Heinsberg 1816 zu Preußen und wurde Kreisstadt.
Nach dem Ersten Weltkrieg war von 1918 bis 1919 zunächst französisches, anschließend bis 1926 belgisches Militär in Heinsberg stationiert (Alliierte Rheinlandbesetzung).
1932 wurden die damaligen Kreise Heinsberg und Geilenkirchen zusammengelegt, Heinsberg verlor den Kreissitz.
Heinsberg war bekannt als das nördliche Ende des Westwalls. 1944 wurde behelfsmäßig eine Verteidigungslinie Richtung Norden angelegt (Maas-Rur-Stellung). Ein Luftangriff der Royal Air Force am Nachmittag des 16. November 1944 zerstörte die Stadt; innerhalb von 14 Minuten wurden 2223 Bomben mit einem Gesamtgewicht von 1019,2 Tonnen abgeworfen. Von den damals rund 110 Zivilisten in der Stadt wurden 52 getötet.
Nachdem die Alliierten am 19. November 1944 Geilenkirchen erobert hatten, kam ihr Vormarsch aus verschiedenen Gründen eine Weile zum Stillstand (die Ruinen von Heinsberg wurden erst am 24. Januar 1945 erobert). U.a. mussten sie die am 16. Dezember überraschend beginnende Ardennenoffensive und ab 31. Dezember das Unternehmen Nordwind zurückschlagen.
Am 14. Januar 1945 begannen die Alliierten die Operation Blackcock. Sie endete am 26. Januar; trotz extrem kalten und feuchten Winterwetters (weshalb die Angreifer ohne die sonst übliche Luftunterstützung operieren mussten) erreichte sie ihre Ziele.
Die deutschen Truppen in Heinsberg wurden in der Nacht vom 23. auf den 24. Januar angegriffen; in den Tagen zuvor waren sie mit Artillerie beschossen worden. Nachdem die deutschen Truppen die Stadt verlassen hatten, beschossen sie sie ebenfalls mit Artillerie und Mörsern, bis die Alliierten sie noch weiter zurückgetrieben hatten.

### Eingemeindungen
Am 1. Juli 1969 wurden durch das Gesetz zur Neugliederung von Gemeinden des Selfkantkreises Geilenkirchen-Heinsberg die Orte Aphoven, Schafhausen und Unterbruch eingemeindet. Durch die kommunale Neugliederung mit dem Aachen-Gesetz wurde Heinsberg am 1. Januar 1972 Kreisstadt des neuen Kreises Heinsberg. Zugleich wurden die Gemeinden Karken, Kempen, Kirchhoven, Oberbruch-Dremmen, Randerath und Waldenrath eingegliedert.

## Religion
Siehe auch: Liste von Sakralbauten in Heinsberg

### Katholische Gemeinde

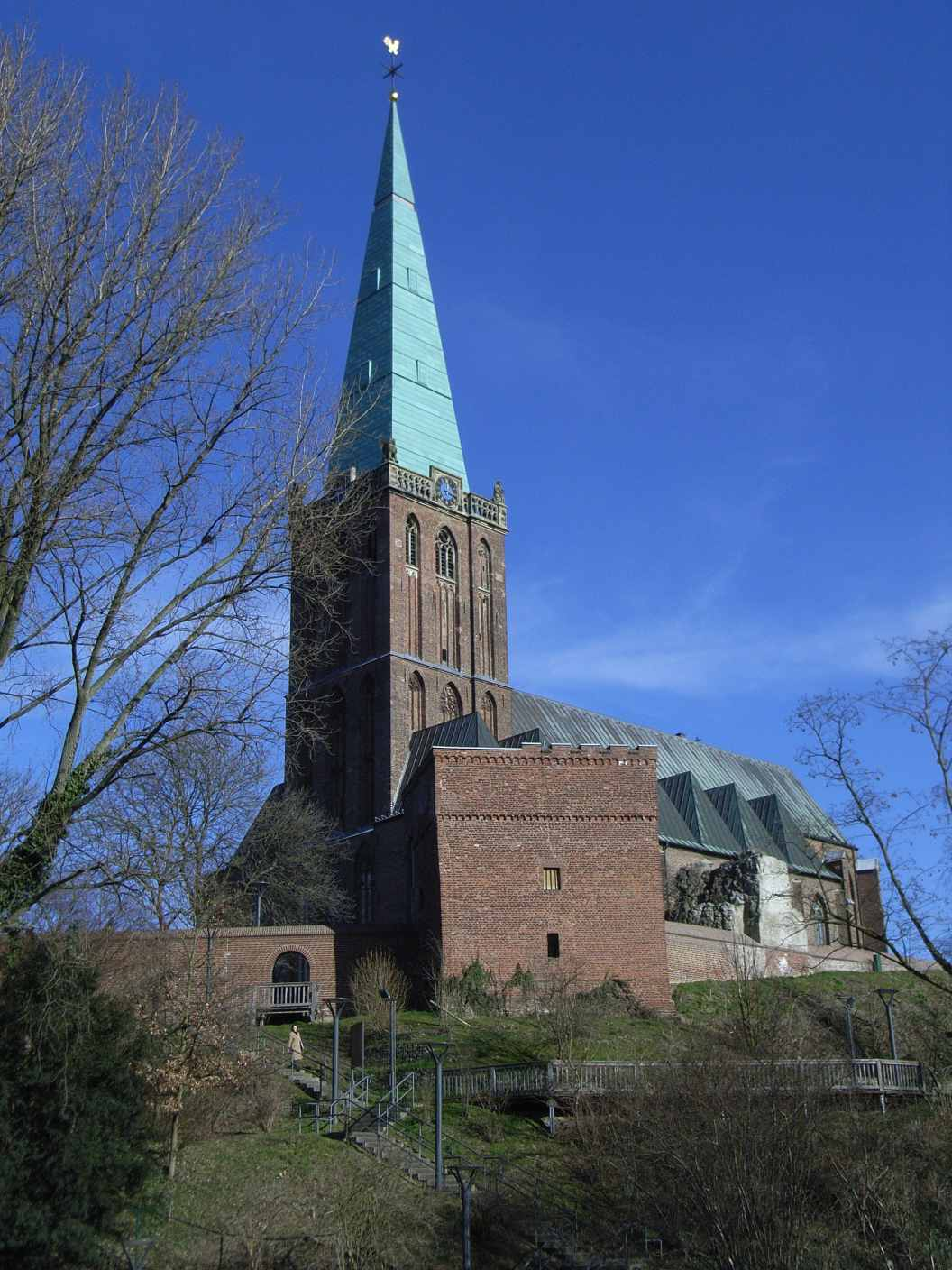
Der Kirchberg mit St. Gangolf und sogenanntem Ritterturm (Stadtmauerturm)

Ausgrabungsbefunde lassen auf eine erste vor- oder frühromanische Kirche schließen. Der Nachfolgebau war eine romanische Basilika, deren Errichtung mit der Gründung des Gangolfusstiftes in der Mitte des 12. Jahrhunderts zusammenfällt. Von dieser Kirche ist noch die Krypta erhalten. Die heutige spätgotische Kirche stammt aus der Zeit zu Anfang bis Mitte des 15. Jahrhunderts.
Kirchlich gehörte die Stadt bis zum Einmarsch der französischen Revolutionstruppen im Dekanat Susteren und dem Archidiakonat Kempenland zum Bistum Lüttich. Mit dem Konkordat zwischen Napoleon und dem Papst gliederte man Heinsberg dem neu errichteten Bistum Aachen an, die Pfarre St. Gangolf wurde Kantonalpfarre. In preußischer Zeit hob man das Bistum Aachen 1821 wieder auf; fortan gehörte Heinsberg als Hauptort des gleichnamigen Landdekanates zum Erzbistum Köln, bis im Jahr 1930 das Bistum Aachen wiedererrichtet wurde. 1940 erhob der Bischof von Aachen die Pfarrkirche St. Gangolf zur Propsteikirche. Nach schweren Kriegsbeschädigungen begann der Wiederaufbau der Kirche 1951 und dauerte bis 1955.

#### Heinsberger Klöster
- St.-Gangolfus-Stift

Um 1128/29 gegründet von Oda von Walbeck, der Witwe Goswins I. von Heinsberg, aufgehoben 1803. Zunächst lebten die Kanoniker auf der Burg. 1255 wurde ihnen die Pfarrkirche St. Gangolf als Stiftskirche zugewiesen. Etwa zur selben Zeit übersiedelten die Stiftsherren auf die Obere Hochstraße zu Füßen der Burg zwischen Feldtor und der Schellenpforte (dem heutigen Torbogenhaus); dieses Areal war die sogenannte Stiftsimmunität.
- Prämonstratenser-Kloster St. Marien

Noch vor 1140 gegründet von Goswin II. von Heinsberg, 1803 von der französischen Verwaltung aufgehoben. Es war anfangs ein Doppelkloster für Männer und Frauen, der Männerkonvent wurde 1479 aufgehoben, das Frauenkloster entwickelte sich zum Adligen Damenstift. Das Kloster lag ursprünglich vor der Stadt, wurde 1543 zerstört und daraufhin 1553/54 innerhalb der Stadt an der Ecke Hochstraße / Klostergasse wiederaufgebaut.
- Pönitentinnen-Kloster

Gegründet 1682, aufgehoben 1803. Die Klostergebäude standen an der Ecke Hochstraße/Josefstraße und wurden im Zweiten Weltkrieg zerstört.
- Franziskaner-Kloster

Gegründet 1625 im Zuge der Gegenreformation, aufgehoben 1803. Kloster und Klosterkirche lagen an der heutigen Patersgasse, im Zweiten Weltkrieg zerstört.
- Karmeliter-Kloster

1393 kaufte der Aachener Karmeliterorden ein Haus in Heinsberg, der Orden wird noch 1512 in der Stadt erwähnt.
- Barmherzige Schwestern vom heiligen Karl Borromäus zu Trier

Von 1861 bis 1891. Die Schwestern widmeten sich der Pflege und Betreuung der Insassen des am 21. November 1869 eingeweihten St.-Josef-Stiftes.
- Vinzentinerinnen

Von 1891 bis ins Jahr 1958 übernahmen Schwestern aus dem Provinzhaus Köln-Nippes die Pflege und Betreuung der Patienten im St.-Josef-Stift, aus dem später das Krankenhaus hervorging. Ab März 1929 nutzte der Orden das Gebäude als Kloster.
- Schwestern von der Göttlichen Vorsehung (Mainz)

Von 1958 bis 1969 leiteten sie das Krankenhaus und stellten das Pflegepersonal. Auch sie nutzten das ehemalige St.-Josef-Stift als Kloster. 1969 gab der Orden die Niederlassung wegen Nachwuchsmangels auf.

### Evangelische Gemeinde
Schon ab 1528 kamen reformatorische Prediger in die Stadt, zum Teil Täufer oder diesen Nahestehende. Eine reformierte Gemeinde bildete sich 1553, sie wurde stark von den benachbarten calvinistischen Niederlanden beeinflusst. Ende des 16. Jahrhunderts erhielt die Gemeinde durch Schenkung außerhalb der Stadt Land, auf dem der noch heute bestehende Friedhof eingerichtet wurde. Anfang des 17. Jahrhunderts war nach Schätzungen jede zweite Familie Heinsbergs reformiert, darunter vor allem auch die wohlhabenden und angesehenen. Dass die Jülicher Herzöge den neuen Glauben duldeten oder ihm selber zugeneigt waren, begünstigte seine Entwicklung. Nachdem der Erbe des Herzogtums Wolfgang Wilhelm von Pfalz-Neuburg im Jahr 1613 zum Katholizismus übertrat, hatten die Reformierten einen schweren Stand. Öffentliche Gottesdienste wurden verboten, Predigthaus und Schule geschlossen und enteignet. Erst mit dem Religionsvergleich von 1672 wurde ihre Situation wieder erträglicher. Ihre einstige Größe erreichte die Gemeinde jedoch für lange Zeit nicht mehr; 1817 gehörten nur noch 12 Familien dem reformierten Glauben an.
1665 erwarb man in der Stadt ein Gebäude zur Einrichtung eines Predigthauses. Diese evangelische Kirche wurde im Zweiten Weltkrieg zerstört und konnte erst 1951 als Christuskirche durch Pfarrer Artur Fuchs (1913–2005) an anderer Stelle neu erbaut werden. 1963 errichtete die Gemeinde in Oberbruch die Erlöserkirche.
Nach dem Zweiten Weltkrieg vergrößerte sich die Gemeinde durch den Zuzug von Vertriebenen und Flüchtlingen sowie ab Mitte der 1980er Jahre durch die Ansiedlung von Spätaussiedlern aus der ehemaligen Sowjetunion. Dadurch ist die Gemeinde mit ihren über 5000 Mitgliedern heute überwiegend lutherisch geprägt. Sie gehört innerhalb des Kirchenkreises Jülich zur Evangelischen Kirche im Rheinland.

### Jüdische Gemeinde
1642 lebten vier jüdische Familien in der Stadt, 1771 wird erstmals eine Synagoge erwähnt. Der erste jüdische Friedhof wurde 1800 behördlich geschlossen, weil er bereits dreifach belegt worden war. Nach französischen Erhebungen aus dem Jahre 1808 lebten damals 213 Juden in Heinsberg. 1811 erbaute man die zweite Synagoge.
Nach einem Gesetz von 1847 schlossen sich die Gemeinden Erkelenz, Gangelt, Geilenkirchen und Heinsberg zu einem Synagogenverband mit Sitz in Geilenkirchen zusammen. Zu der Zeit hatten auch Dremmen und Randerath ein jüdisches Gotteshaus. 1927 lebten in Heinsberg 65 Juden, in Dremmen 6, in Unterbruch 1 und in Waldenrath 33 (mit eigener Synagoge). Am Stichtag 1. Mai 1933 wohnten 47 Personen jüdischen Glaubens in der Stadt. Die Synagoge wurde in der Pogromnacht geschändet und geplündert, die Mitglieder der Gemeinde 1942 deportiert, soweit sie nicht zuvor auswandern konnten. Das Gebäude der Synagoge zerstörte der schwere Luftangriff am 16. November 1944, die Gemeinde wurde durchs Dritte Reich ausgelöscht.
→ Jüdischer Friedhof (Heinsberg, neuer Friedhof)

→ Jüdischer Friedhof (Heinsberg, alter Friedhof)

### Neuapostolische Gemeinde
Nach dem Zweiten Weltkrieg gründete sich eine Neuapostolische Kirche.

### Adventgemeinde
Im Juni 2001 wurde in Heinsberg eine Tochtergemeinde der Adventgemeinde in Wassenberg gegründet.

## Politik

### Rat der Stadt
Seit der Kommunalwahl am 13. September 2020 verteilen sich die 44 Sitze des Stadtrats folgendermaßen auf die einzelnen Gruppierungen (in Klammern: Veränderungen zur Kommunalwahl 2014):
- CDU: 25 Sitze (− 2)
- SPD: 7 Sitze (− 2)
- GRÜNE: 6 Sitze (+ 2)
- FDP: 2 Sitze (± 0)
- AfD: 2 Sitze (+ 2)
- FW Kreis Heinsberg: 2 Sitze (± 0)

- SPD: 7
- Grüne: 6
- FDP: 2
- FW: 2
- CDU: 25
- AfD: 2

### Finanzen
- Die Schulden der Stadt Heinsberg lagen zum 31. Dezember 2012 bei 51.304.698 Euro. Dies entspricht einer Pro-Kopf-Verschuldung von 1.256 Euro je Einwohner.[13]
- Zum 31. Dezember 2015 wurde die Schuldenhöhe mit 38.500.000 Euro beziffert.[14] Dies entspricht einer Pro-Kopf-Verschuldung von 935 Euro je Einwohner.

Als eine der ersten Kommunen in Deutschland hat die Stadt Heinsberg für den Bereich der städtischen Finanzen freiwillig eine sog. „Nachhaltigkeitssatzung“ eingeführt, über die die Stadt anstrebt, das Schuldenwachstum zu bremsen und letztlich Schulden abzubauen.
Im Rahmen dieser Nachhaltigkeitssatzung und mit der Begründung, Kosten einsparen zu müssen, wurde im Stadtrat beschlossen, die Grundschulen in Kempen und Unterbruch zu schließen. Eine Bürgerinitiative erwirkte 2016 den ersten Bürgerentscheid in Heinsberg, der jedoch scheiterte.  Der zweite Bürgerentscheid in Heinsberg fand noch im selben Jahr statt, weil eine Bürgerinitiative das Freibad im Ortsteil Oberbruch erhalten wollte.

### Wappen
In rot ein (heraldisch) rechtsgewendeter, bekrönter, doppelt geschweifter silberner/weißer Löwe. Es ist dem Wappen der ehemaligen Herren von Heinsberg entlehnt. Die Farben der Stadt sind rot und weiß. Der Löwe findet sich unter anderem in den Wappen der Städte und Gemeinden Heinsberg, Übach-Palenberg, Waldfeucht und Wassenberg sowie des Kreises Heinsberg.

Wassenberger Wappen
Waldfeuchter Wappen
Übach-Palenberger Wappen
Wappen des Kreises Heinsberg

### Städtepartnerschaften
- Ozimek, Polen seit 1992

## Kultur und Sehenswürdigkeiten

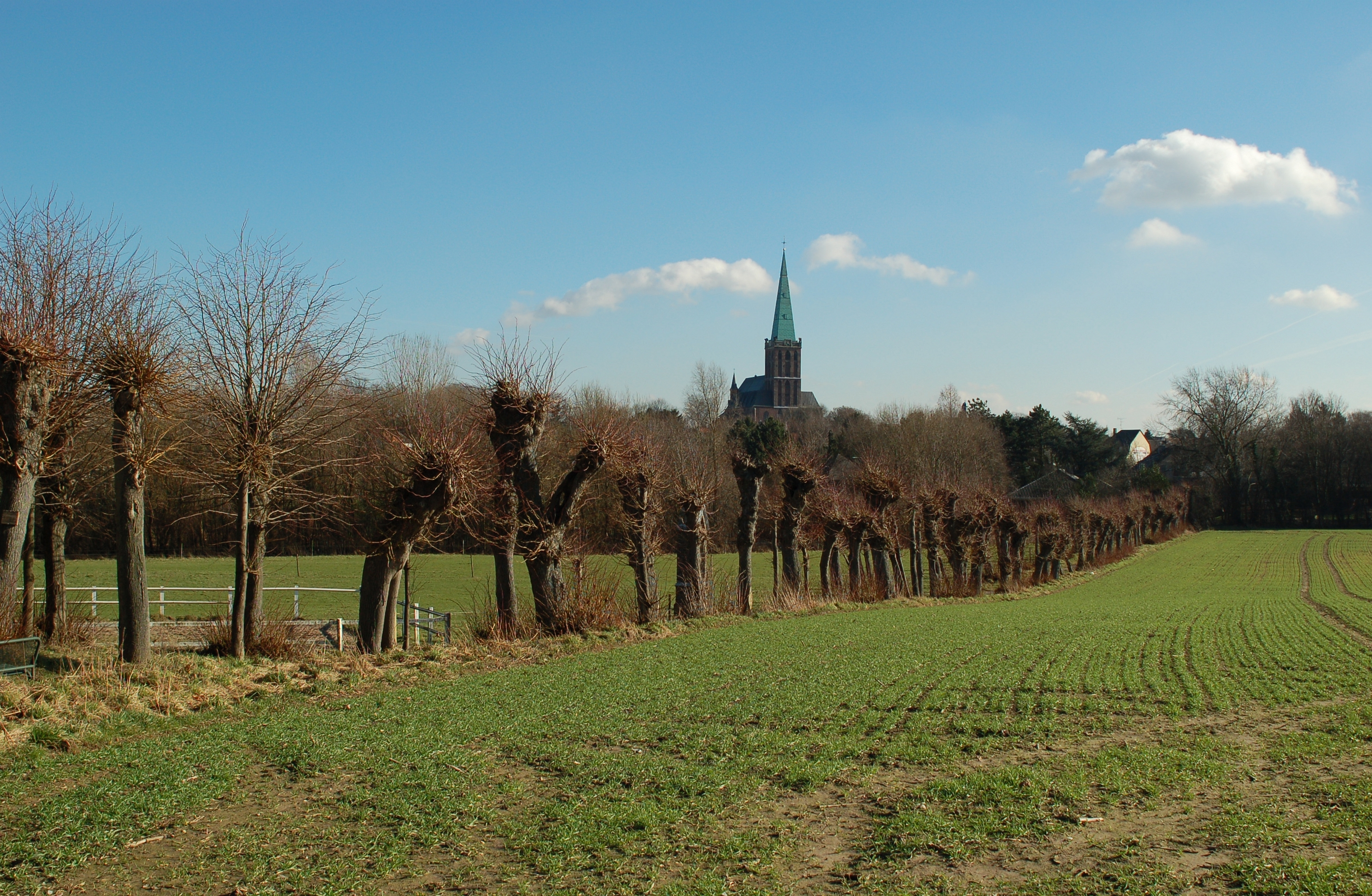
Lindenkopfbaumallee zum Schlangenkapellchen mit Blick auf St. Gangolf

### Museen
- Begas Haus: Museum für Kunst und Regionalgeschichte Heinsberg in der Hochstraße mit Schwerpunkt auf der aus Heinsberg stammenden Künstlerfamilie Begas (ehem. Kreismuseum Heinsberg), präsentiert unter anderem den Münzfund.
- Privat geführtes Heimatmuseum in Randerath

### Bauwerke

#### Stiftskirche St. Gangolf

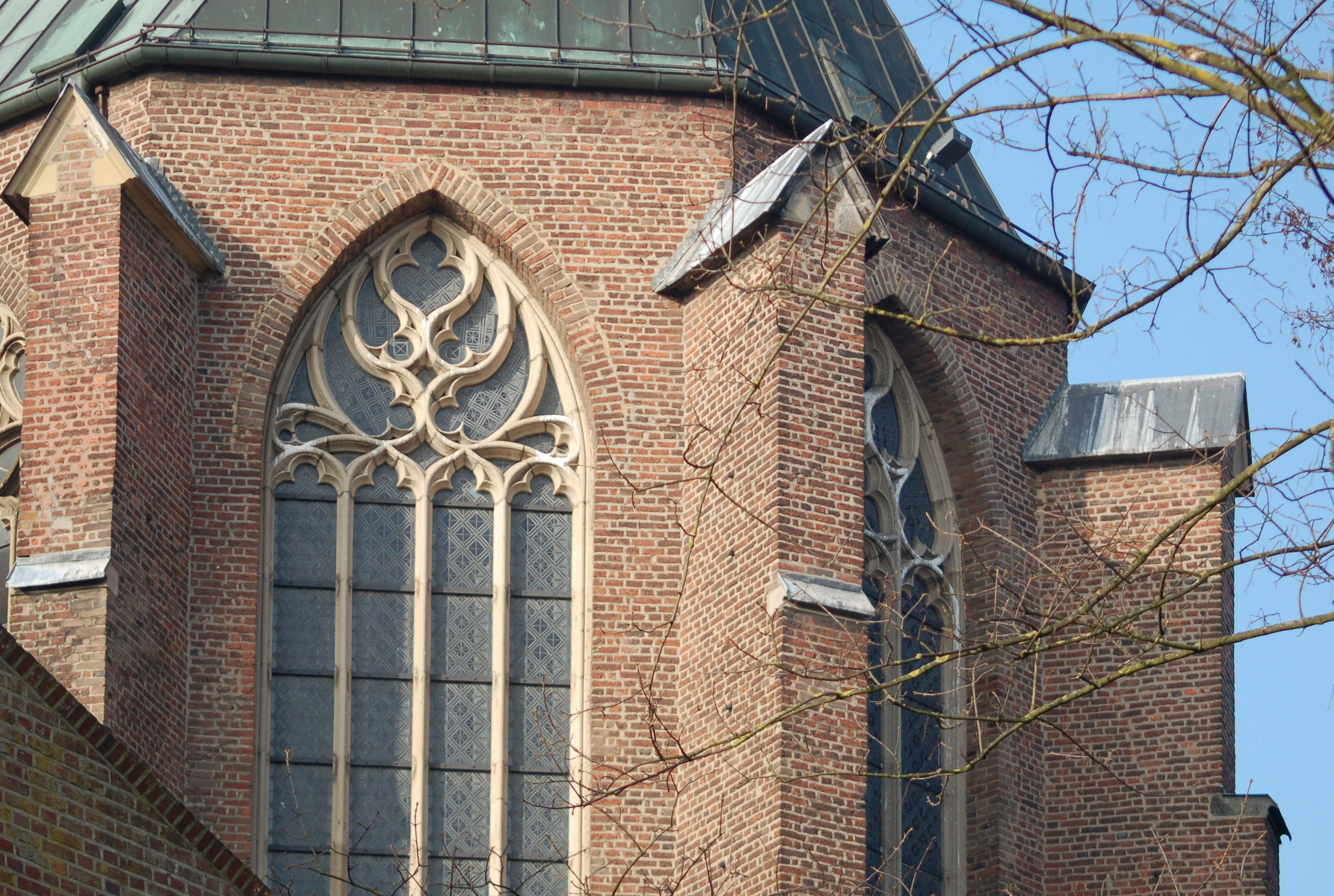
St. Gangolf, Detailansicht des Maßwerks und der Strebepfeiler des Hochchores von Südosten

Sehenswert ist die spätgotische Stiftskirche St. Gangolf, auch „Selfkant-Dom“ genannt. Sie ist eine dreischiffige Hallenkirche aus dem 15. Jahrhundert, die eine lichte Länge von rund 53 m und eine lichte Breite von etwa 22,5 m hat. Seine Strebepfeiler sind außer am Chor nach innen gezogen, diese treten an der Außenseite nur durch dreieckige Mauervorlagen in Erscheinung. Das fünfjochige Mittelschiff und der aus zwei rechteckigen Jochen und dem dreiseitig geschlossenen, etwas größeren Ostjoch gebildete Chor sind von Netzgewölben überspannt; die mit zwei weiteren Jochen rechts und links des Turmes verlängerten Seitenschiffe dagegen mit einfachen Kreuzgewölben. Über dem Niveau des übrigen Kirchenschiffs liegt der Hochchor, unter diesem die romanische Krypta des Vorgängerbaues aus der Mitte des 12. Jahrhunderts. Sie ist dreischiffig und hallenförmig, hat etwas mehr als vier Joche und einen geraden Ostabschluss. An den Wänden tragen rechteckige Pilaster das Gewölbe der Krypta, die acht tragenden Säulen sind kurz, recht derb und haben Würfelkapitelle, denen reich durchgebildete Kämpferplatten aufliegen.
In St. Gangolf werden Reliquien der heiligen Hedwig von Andechs aufbewahrt, einer Enkelin der Mathilde von Heinsberg.

#### Burg und Stadtbefestigung

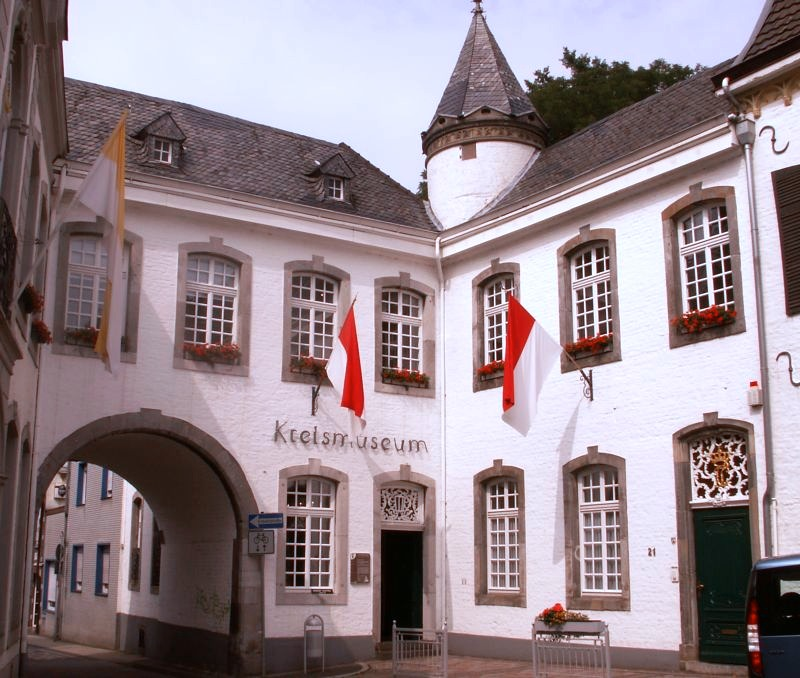
Torbogenhaus

Im Bereich des Kirchberges haben sich Teile der mittelalterlichen Stadtbefestigung mit zwei Wehrtürmen und Teilen der Stadtmauer erhalten. Dieser Bereich der Stadt wurde Anfang bis Mitte des 16. Jahrhunderts in bastionierter Form stark befestigt. Die Pläne hierzu stammen von Bertram von Zündorf. Ein Teil der frühneuzeitlichen Befestigungsanlagen, darunter auch eine Kasematte, sind erhalten, man setzte sie 2005 zusammen mit den ebenfalls erhaltenen Resten der mittelalterlichen Befestigung auf dem Kirchberg und dem angrenzenden Burgberg instand und baute sie parkähnlich aus.

#### Hochstraße
Ebenfalls sehenswert ist auf der oberen Hochstraße das Gebäudeensemble aus der Propstei, dem Lennartzschen Haus aus dem 15. und dem Torbogenhaus aus dem 16. Jahrhundert. Hier befindet sich seit März 2014 das Begas Haus, Museum für Kunst und Regionalgeschichte Heinsberg mit einer Sammlung zu der aus Heinsberg stammenden Berliner Künstlerdynastie Begas sowie einer bedeutenden regional- und stadtgeschichtlichen Abteilung. Das Haus Lennartz trägt einen schönen figurengeschmückten gotischen Fries. Propstei wie Torbogenhaus wurden im 18. Jahrhundert im barocken Stil des Aachener Baumeisters Johann Josef Couven umgestaltet.
An der Hochstraße steht auch eines der wenigen erhaltenen Heinsberger Bürgerhäuser. Nach dem Stadtbrand von 1635 ließ es die Familie von dem Bruch 1636 neu erbauen, es hat heute eine barocke Front aus dem 18. Jahrhundert. Daneben dominiert ein auffällig modernes Bankgebäude das Straßenbild.

#### Schlangenkapellchen

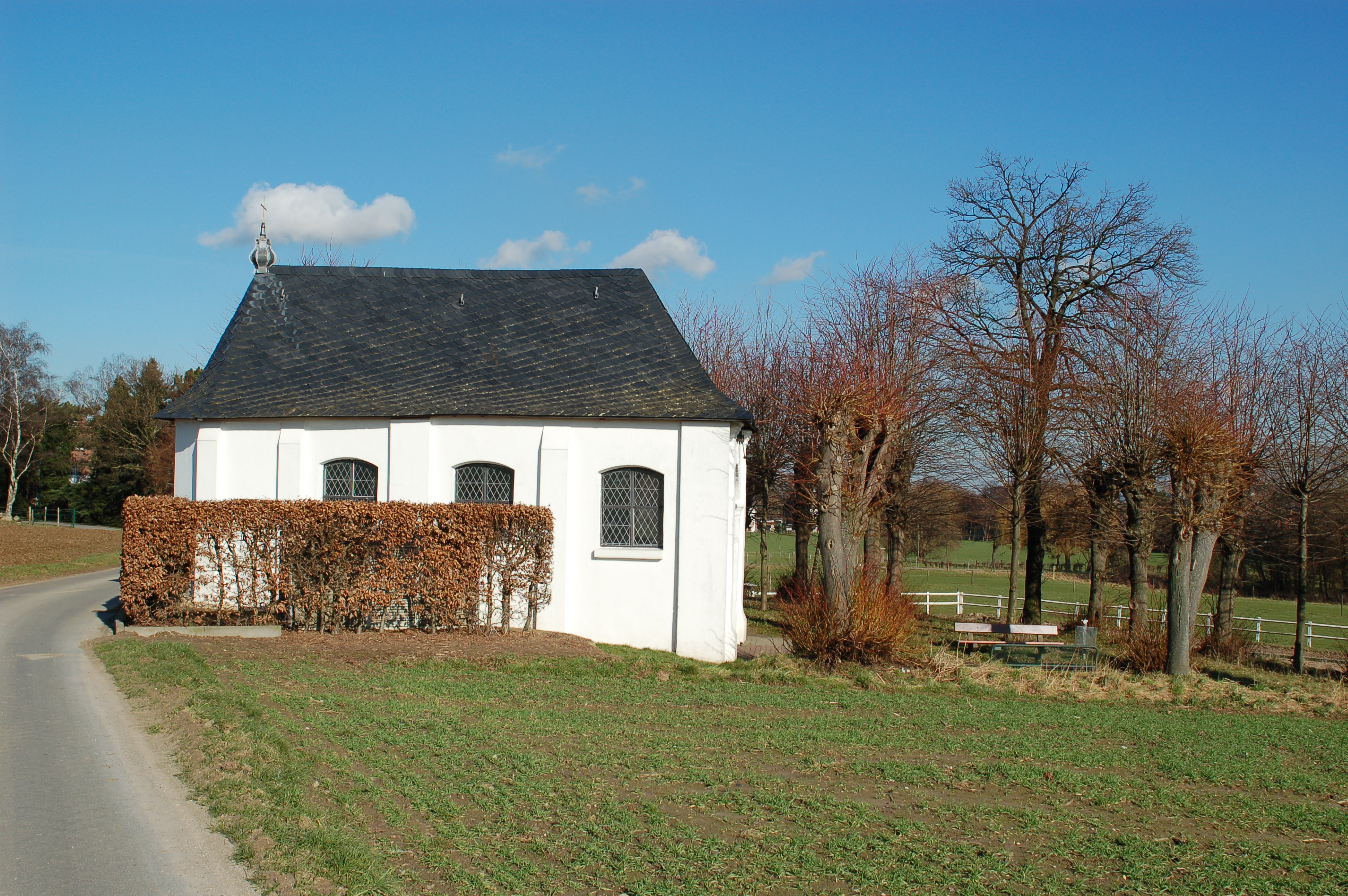
Das Schlangenkapellchen am Rande der Heinsberger Innenstadt

Westlich der Stadt liegt neben dem Klosterhof die im Volksmund „Schlangenkapellchen“ genannte Klosterkapelle, ein kleiner barocker Ziegelbau aus dem 17. oder 18. Jahrhundert von rund 8 m lichter Länge und 3,5 m lichter Breite mit dreiseitigem Chorschluss. Die Kapelle wird durch ein schön gearbeitetes Holzgitter aus dem Jahre 1787 unterteilt; der geschweifte Sturz des Gitters trägt als Chronogramm eine leicht veränderte Strophe des Dies irae: REX INCREATAE MAIESTATIS QVI SALVANDOS SALVAS GRATIS, SALVA NOS FONS PIETATIS – „König unerschaffener Majestät, der du die Erlösungsbedürftigen aus Gnade erlöst, erlöse uns, Quelle der Güte“.

#### Herz-Jesu-Kirche
Die Herz-Jesu-Kirche wurde 1904 errichtet.

### Kulinarische Spezialitäten
Eugen Verpoorten erfand im Jahre 1876 in Heinsberg den Eierlikör. Das Haus an der Hochstraße, in der sich die Erfindung zutrug, gehörte zum Komplex des beim Bombenangriff am 16. November 1944 zerstörten ehemaligen Prämonstratenser-Stifts.

## Wirtschaft und Infrastruktur
Zur Infrastruktur gehört ein Sonderlandeplatz auf der Gemeindegrenze zu Waldfeucht an der L228. Der Sonderlandeplatz Heinsberg-Aphoven besitzt eine Graspiste 255 × 25 m, zwei Hallen und ein Clubheim, er wird betrieben vom Ultraleicht Flugclub Heinsberg-Selfkant e. V.

### Verkehr

#### Schienenverkehr

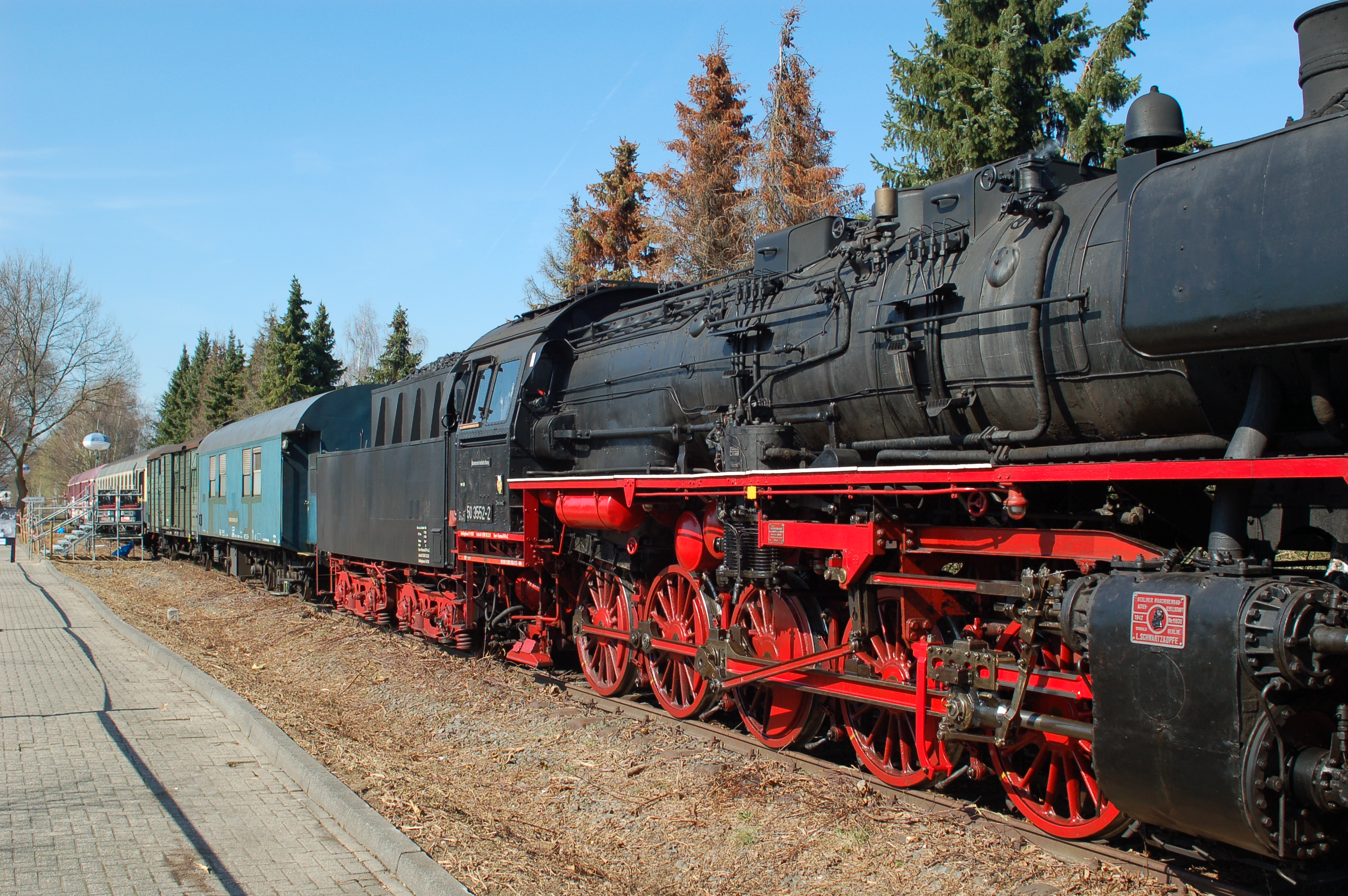
Zug der Erinnerung im Bereich des später angelegten Haltepunktes Heinsberg Kreishaus

- Bahnstrecke Heinsberg–Lindern (Wurmtalbahn)
- Bahnhof Heinsberg (Rheinland)
- Aachen Hauptbahnhof-Heinsberg (Rheinl)

Eine Bahnverbindung besteht von Heinsberg nach Lindern mit dortigem Anschluss an die Bahnstrecke Aachen–Mönchengladbach. Seit der Einstellung des Personenverkehrs im Jahre 1980 wurde Heinsberg bis 1994 zunächst noch im Güterverkehr angefahren. Nach Einstellung des Güterverkehrs auf dem Abschnitt zwischen Oberbruch und Heinsberg erfolgte 1997 die Stilllegung dieses Teilstückes, bis Oberbruch blieb die Strecke zur Bedienung des Gleisanschlusses eines Chemiewerkes weiter in Betrieb.
Heinsberg war damit ab 1980 eine der wenigen Kreisstädte Deutschlands und die einzige in NRW, die nicht mit dem Zug erreicht werden konnte. Im Jahr 2013 wurde der Abschnitt Heinsberg – Oberbruch der Heinsberger Bahn erneuert und die gesamte Strecke bis Lindern elektrifiziert. Seit dem Fahrplanwechsel im Dezember 2013 ist Heinsberg nach 33 Jahren wieder im Schienenpersonennahverkehr erreichbar.

#### Busverkehr
Zu den einzelnen Ortsteilen und Nachbarstädten bestehen Busverbindungen, die zentrale Haltestelle ist Heinsberg Busbahnhof.
Zeitweise gab es internationalen Busverkehr in die benachbarten Niederlande: eine durchgehende, grenzüberschreitende Schnellbusverbindung der Veolia Verkehr (Linie 79) zwischen Roermond und Heinsberg wurde zum Fahrplanwechsel am 14. Dezember 2008 eingestellt. Zum Fahrplanwechsel am 11. Dezember 2016 wurde eine neue Linie 364 zwischen Heinsberg und Roermond durch Arriva geschaffen, diese verkehrte später unter der Liniennummer 64. Zum Fahrplanwechsel am 11. Dezember 2022 wurde diese Linie aufgrund geringer Nachfrage eingestellt.
Alle Buslinien werden von WestVerkehr betrieben:
| Linie | Verlauf |
| ----- | --- |
| 401   | Erkelenz Bf – Erkelenz ZOB – Scheidt – Granterath – Hetzerath – Doveren – Hückelhoven – Schaufenberg – Ratheim – (Dremmen Bf –) Oberbruch – Grebben – Heinsberg Kreishaus – Heinsberg Busbf                                                                                                 |
| 402   | (Erkelenz ZOB → Erkelenz Süd →) / (Erkelenz Bf ← Erkelenz Süd ←) Granterath – Baal Kirche – Baal Bf – Doveren – Hückelhoven – Millich – Ratheim – Dremmen Bf – Oberbruch – Grebben – (Heinsberg Kreishaus –) Heinsberg Busbf                                                                |
| 403   | Heinsberg AOK – Heinsberg Busbf – Kempen (– Karken) |
| 405   | Erkelenz Bf – (Erkelenz ZOB –) (Grambusch – Schwanenberg – Gerderhahn –) Gerderath – Myhl – Wassenberg – Birgelen – Schloss Elsum – Effeld – Steinkirchen – Ophoven – Kempen – Karken – Heinsberg Busbf (– Heinsberg Agentur für Arbeit)                                                    |
| 410   | (Oberbruch Schulzentrum – Unterbruch –) Heinsberg Busbf – Heinsberg AOK – (Schleiden – Uetterath – Rischden) / (Aphoven – Scheifendahl – Straeten – Waldenrath – Tripsrath – Hochheid) – (Bauchem – Geilenkirchen Schulzentrum – Bauchem –) Geilenkirchen Bf                                |
| 413   | (Wegberg Schulzentrum –) Wegberg Busbf – Klinkum – Bischofshütte – Petersholz – Arsbeck – Dalheim Bf – Rödgen – Wildenrath – (Wildenrath Gewerbegebiet –) Wassenberg – Orsbeck – Unterbruch – Heinsberg Busbf (← Heinsberg AOK)                                                             |
| 436   | Heinsberg Busbf – Selsten – (Hontem – (Waldfeucht –) Bocket –) Abzw. Nachbarheid – Breberen – Saeffelen – Heilder – Höngen (→ Stein → Havert → Schalbruch → Isenbruch → Millen → Tüddern)                                                                                                   |
| 472   | Heinsberg Busbf – Schleiden / (Aphoven – Laffeld – Scheifendahl – Erpen) – Straeten – Waldenrath – Birgden (– Schierwaldenrath – Langbroich – Vinteln – Gangelt) |
| 474   | Heinsberg Busbf – (Aphoven – Laffeld –) Selsten – (Braunsrath – Löcken – Schöndorf – Obspringen – Brüggelchen) / Hontem – Waldfeucht – Bocket – Saeffelen / Abzw. Nachbarheid ← Breberen – (Harzelt ← Langbroich ←) (Kievelberg – Hastenrath) / (Brüxgen – Schümm) / Vinteln – Gangelt      |
| 475   | (Oberbruch – Unterbruch) / Heinsberg Agentur für Arbeit – Heinsberg Busbf – Lieck –Kirchhoven – Vinn – Haaren – Obspringen – Brüggelchen – Waldfeucht – Bocket – Abzw. Nachbarheid – Breberen – Saeffelen – Heilder – Höngen – (Stein – Havert – Schalbruch – Isenbruch – Millen –) Tüddern |
| 493   | Heinsberg Busbf – (Heinsberg Kreishaus –) Schafhausen – Eschweiler – Grebben – Oberbruch – Hülhoven – Dremmen – (Dremmen Bf –) Porselen – Horst – Randerath – (Lindern Linnicher Str. ←) Lindern Bf – Linnich-SIG Combibloc                                                                 |
| SB1   | Schnellbus: Erkelenz Bf – Erkelenz Burg / Erkelenz ZOB – Gerderath – Myhl – Wassenberg – Orsbeck – Unterbruch – Heinsberg Busbf – (Schleiden –) Rischden – Geilenkirchen Bf |

#### Straßenverkehr
Heinsberg verfügt über eine Anbindung an die Autobahn A46 in der Nähe des Ortes Dremmen. Die Bundesstraße 221 führt durch das Stadtgebiet.

#### Luftverkehr
Das Ultraleichtfluggelände Heinsberg-Aphoven liegt etwa 3 km südwestlich des Stadtzentrums.

### Ansässige Unternehmen
- Reifenhäuser Enka Tecnica
- Hazet Werkzeuge
- Volksbank Heinsberg
- Sera Aquaristik
- Elteba
- M&V (Maurice & Volkmar)

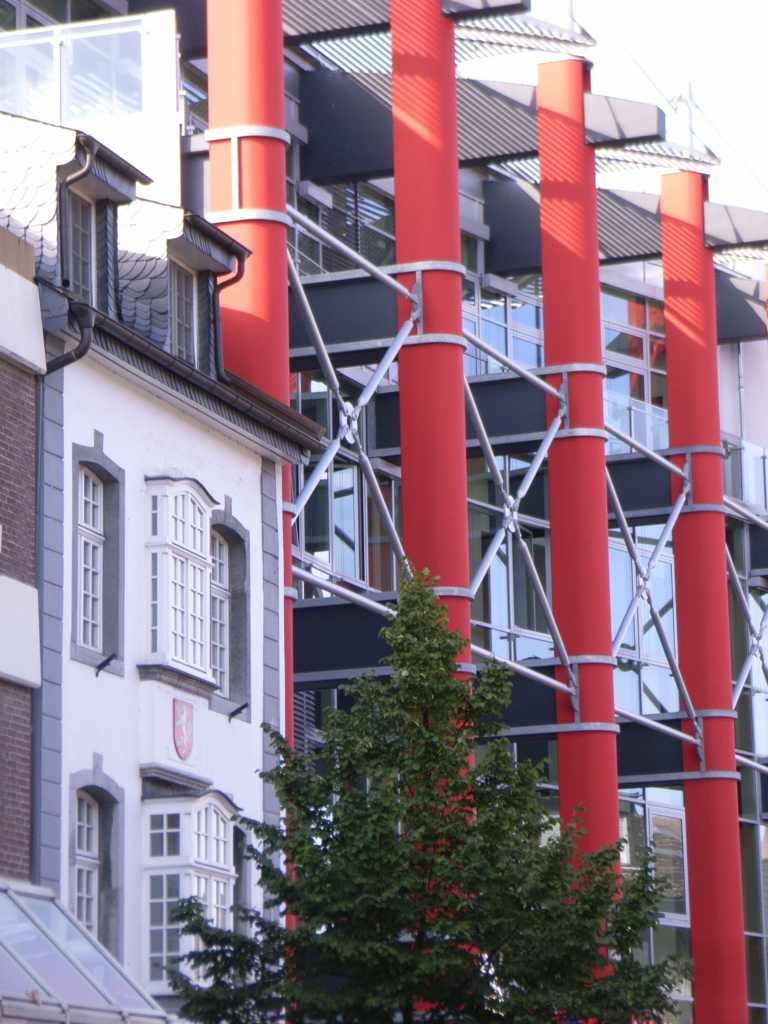
Barocke Bürgerhausfassade und moderne Bankarchitektur in der Hochstraße

Bedeutende Unternehmen für Heinsberg sind auch die Bauunternehmen Florack Frauenrath sowie der Werkzeug- und Maschinenhersteller Trotec.

### Medien
- Als Tageszeitungen berichten die Heinsberger Zeitung und Heinsberger Nachrichten aus dem Zeitungsverlag Aachen über das Geschehen in der Kreisstadt.
- Sonntags erscheint der Super Sonntag, ebenfalls herausgegeben vom Zeitungsverlag Aachen.
- Das WDR-Fernsehen berichtet in der „Lokalzeit aus Aachen“ auch über Heinsberg, im Radio auf UKW 100,8 MHz sendet WDR 2 Nachrichten, unter anderem aus dem Kreis Heinsberg.
- Bis zum 15. Mai 2007 sendete das NRW-Lokalradio Welle West aus seinem Studio in Heinsberg ein Programm für den Kreis Heinsberg. Aufgrund finanzieller Probleme stellte der Sender sein Programm ein. Der Kreis Heinsberg ist damit, neben dem Kreis Olpe (hier gab es noch nie ein Lokalradio), der einzige Kreis in Nordrhein-Westfalen, in dem kein NRW-Lokalradio existiert.

### Öffentliche Einrichtungen
- Kreisverwaltung Heinsberg
- Kreispolizeibehörde
- Amtsgericht
- Gesundheitsamt
- Zollamt
- Justizvollzugsanstalt Heinsberg für jugendliche Gefangene
- Stadtbücherei
- Kreisgymnasium Heinsberg, eine weiterführende Schule von Klasse 5 bis 13, über 1000 Schüler, LGBTQ-freundlich, Fremdsprachen: Englisch, Spanisch, Französisch, Latein und Niederländisch, mit eigener Schulkantine
- Realschule Heinsberg, eine weiterführende Schule von Klasse 5 bis 10, über 700 Schüler, angrenzendes Schwimmbad, angrenzender Sportplatz

### Gesundheitswesen
Das Städtische Krankenhaus Heinsberg ist ein Krankenhaus in kommunaler Trägerschaft. Das Krankenhaus verfügt über die Fachabteilungen Chirurgie (Schwerpunkte: Unfallchirurgie, Visceralchirurgie und Gefäßchirurgie), Innere Medizin (Schwerpunkte: Kardiologie, Pneumologie, Gastroenterologie und Diabetologie), Gynäkologie, Geburtsstation, Laboratorium, HNO und Anästhesie sowie ein augenärztliches OP-Zentrum, ein Diabetes-Zentrum und das Brustzentrum Heinsberg.

#### Geschichte
Am 21. November 1861 wurde das St. Josef-Stift als neues Armenhaus eröffnet, seit dem Jahr 1891 belegte man es vornehmlich mit Kranken. 1925 nahm in dem 50-Betten-Krankenhaus ein erster Chirurg seine Arbeit auf. Am 19. März 1929 wurde ein Neubau eröffnet.
Ab 1934 wurden im Krankenhaus Heinsberg Personen nach dem „Gesetz zur Verhütung erbkranken Nachwuchses“ vom 14. Juli 1933 zwangsweise sterilisiert. Spätere Untersuchungen haben ergeben, dass in einem Routineverfahren zwischen 1934 und 1944 wenigstens 239 sogenannte „rassisch minderwertige“ Menschen und eine unbekannte Zahl von Menschen aus dem regionalen Umkreis der Stadt Heinsberg zwangssterilisiert worden sind. Am heutigen Städtischen Krankenhaus gibt es keine Erinnerung an die Opfer der NS-Zwangssterilisation.
Nach dem Zweiten Weltkrieg wurde das Krankenhaus in den 1940er und 1950er Jahren wiederaufgebaut und erheblich erweitert. Seit 1981 wird das Städtische Krankenhaus nach dem Rückzug der Ordensschwestern in der Rechtsform einer GmbH mit der Stadt Heinsberg als alleiniger Gesellschafterin geführt. In den 1990er Jahren erfolgten weitere Erweiterungsbauten.

### Bildung
- Grundschulen in Heinsberg, Schafhausen, Grebben, Oberbruch, Dremmen, Randerath, Straeten, Kirchhoven, Karken[25]
- Realschule Heinsberg
- Gesamtschule Heinsberg
- Kreisgymnasium Heinsberg
- Floßbachschule, Förderschule mit den Förderschwerpunkten Lernen, Sprache, Emotionale und soziale Entwicklung
- Janusz-Korczak-Schule, Förderschule mit dem Förderschwerpunkt Emotionale und soziale Entwicklung
- Rurtal-Schule, Förderschule mit dem Förderschwerpunkt geistige Entwicklung
- Anton-Heinen-Volkshochschule
- Jugendmusikschule
- Institut für Pflege und Soziales, Fachseminar für Altenpflege und Familienpflege

### Institutionen
- Lebenshilfe Heinsberg e. V. mit ihren Einrichtungen: Kinderzentrum Triangel, Werkstatt für behinderte Menschen, Wohnstätten

## Persönlichkeiten
In diesem Abschnitt sind in Heinsberg geborene Personen oder Personen, deren Namen eng mit der Stadt Heinsberg verknüpft sind, aufgelistet.
- Philipp I. von Heinsberg (* um 1130; † 13. August 1191 bei Neapel), Reichskanzler und Erzbischof von Köln, begraben in der Maternuskapelle des Kölner Doms
- Engelbert II. von Heinsberg-Valkenburg (* um 1220; † 20. Oktober 1274 in Bonn), war der 56. Erzbischof von Köln (1261–1274)
- Johann von Heinsberg (* um 1396; † in der Nacht vom 18. auf den 19. Oktober 1459 in Kuringen, jetzt Hasselt), als Johann VIII. Bischof von Lüttich 1419 bis 22. November 1455 (abgesetzt); † 19. Oktober 1459 Diest, begraben im Hochgrab der Herren von Heinsberg in St. Gangolf/Heinsberg
- Cornelius Strauch (* 1611 in Waldenrath; † 23. Juni 1650 in Wien), römisch-katholischer Theologe, Abt des Stiftes Lilienfeld, Generalvikar und -kommissar, kaiserlicher Rat
- Johann Franz Oeben (* 9. Oktober 1721 in Heinsberg; † 23. Januar 1763 in Paris), ab 1754 Ebenist du Roy Paris, Louis XV
- Carl Joseph Begas (* 30. September 1794 in Heinsberg; † 24. November 1854 in Berlin), deutscher Maler
- Hubert Jakob Talbot (* 4. Dezember 1794 im heutigen Stadtteil Randerath als Sohn des Notars Franz Theodor Talbot), siedelte sich in Aachen an, betrieb dort eine Marmorschleiferei, aus der 1838 die Waggonfabrik Talbot hervorging
- Emilie Schmitz (* 1807 in Heinsberg; † 17. März 1891 in Bensberg), bekannte und großzügige Spenderin in der ehemaligen Gemeinde Bensberg
- Ludwig Schmitz (* 26. März 1845 in Heinsberg; † 26. Mai 1917 in Aachen), deutscher Landgerichtspräsident und Politiker
- Lorenz Heitzer (* 30. Januar 1858 in Grebben; † 29. Mai 1919 in Essen-Altenessen), Pädagoge und Schriftsteller
- Mathieu-Joseph Jungbluth (* 6. April 1807 in Heinsberg; † 6. Mai 1875 in Ixelles), Porträt- und Historienmaler der Düsseldorfer Malerschule, Schüler von Friedrich Wilhelm von Schadow, ab ca. 1839/40 in Mons als Porträtist und Zeichenlehrer tätig
- Gerhard Rauschen (* 13. Oktober 1854 in Heinsberg; † 12. April 1917 in Bonn), Professor für Kirchengeschichte an der Universität Bonn
- Karl Geusen (* 24. April 1859 in Heinsberg; 10. September 1926 in Düsseldorf), Beigeordneter in Düsseldorf
- Hein Minkenberg (* 12. März 1889 in Heinsberg; † 12. November 1968 in Neuss), Kunstprofessor, Bildhauer
- Wilhelm Redieß (* 10. Oktober 1900 in Heinsberg; † 8. Mai 1945 in Skaugum bei Oslo), SS-Obergruppenführer, General der Polizei und Höherer SS- und Polizeiführer in Ostpreußen
- Johannes Peter Meyer-Mendez (* 6. März 1909 in Randerath; † 24. Februar 1976 in Köln), Erzbischof und Primas der Freikatholischen Kirche in Deutschland
- Max Blancke (* 23. März 1909 in Heinsberg; † 27. April 1945 in Hurlach), SS-Hauptsturmführer und Lagerarzt in mehreren Konzentrationslagern
- Severin Corsten (* 8. Dezember 1920 in Heinsberg; † 18. Oktober 2008 in Bonn), Bibliothekar, Historiker und Buchwissenschaftler
- Wilhelm Willms (* 4. November 1930 in Rurdorf an der Rur, heute Linnich; † 25. Dezember 2002 in Heinsberg), Priester und Lyriker, Propst in Heinsberg
- Rudolf Debiel (* 9. Februar 1931 in Porselen; † 15. Oktober 2015 in Köln), deutscher Schauspieler, Autor und Produzent
- Heinz Dohmen (* 23. August 1934 in Heinsberg), Architekt und Kunstprofessor, zwischen 1976 und 1999 Diözesan- und Dombaumeister des Ruhrbistums Essen
- Dieter Crumbiegel (* 6. Juni 1938 in Essen) Professor an der Hochschule Niederrhein in Krefeld von 1979 bis 2001, Künstler (Keramik und Malerei)
- Heinrich Küppers (* 10. November 1939 in Heinsberg), Neuzeithistoriker und Hochschullehrer
- Heinz-Josef Fabry (* 14. Dezember 1944), Professor für das Alte Testament und die Geschichte Israels
- Marlies Seeliger-Crumbiegel (* 28. November 1946 in Mönchengladbach-Rheydt; † 20. April 2012 in Heinsberg), Künstlerin (Bildhauerei, Keramik, Porzellan-Design), Kunstlehrerin und Galeristin
- Werner Kirsch (* 1. Februar 1956 in Heinsberg), Professor für Mathematik an der Fern-Universität Hagen. Sein Hauptarbeitsgebiet ist Mathematische Physik, Funktionalanalysis und die Beziehung von Mathematik und Politik
- Martina Hoffmann-Badache (* 6. März 1956 in Heinsberg), Psychologin und Ministerialbeamtin, Staatssekretärin des Landes Nordrhein-Westfalen
- Friedhelm Frenken (* 2. September 1956 in Heinsberg), Fußballspieler
- Gisela Nacken (* 8. Juli 1957 in Heinsberg), Politikerin
- Gerhard Mai (* 30. August 1957 in Heinsberg), Politiker
- Rainer Hensen (* 5. Juni 1961 in Heinsberg), Koch
- Hans-Josef Thesling (* 1961), Jurist
- Christof Cremer (* 1969 in Heinsberg), Bühnen- und Kostümbildner
- Björn Kraus (* 1969 in Heinsberg), Professor in Freiburg (Erkenntnistheoretiker und Sozialwissenschaftler, Begründer des Relationalen Konstruktivismus)
- Katja Nolten (* 16. Februar 1970 in Heinsberg), Tischtennisspielerin
- Daniel Wirtz (* 19. Oktober 1975 in Heinsberg), Rockmusiker
- Stefan Cohnen (* 4. Dezember 1982 in Heinsberg), niederländischer Radrennfahrer
- Sven Otten (* 1988), deutscher Tänzer, IT-Techniker, wurde mit seinem YouTube-Kanal Sven Otten – JustSomeMotion bekannt.
- Tahnee Schaffarczyk (* 4. April 1992 in Heinsberg), Stand-up-Comedienne, Moderatorin und Schauspielerin
- Armand Drevina (* 3. Februar 1994 in Heinsberg), Fußballspieler
- Shpend Hasani (* 24. März 1996 in Heinsberg), Fußballspieler
- Enrique Lofolomo (* 14. April 2000 in Heinsberg), Fußballspieler
- Tiago Estevão (* 13. Mai 2002 in Heinsberg), Fußballtorwart